# Фіск (скарбниця)
Фіск (лат. fiscus, дос. «кошик» або «грошовий ящик») — державна скарбниця. У Стародавньому Римі — імператорська скарбниця; у юриспруденції — державна скарбниця.
У Стародавньому Римі фіском називали військову касу, де зберігалися гроші, призначені до видачі. З часу Октавіана Августа (кінець I ст. до н. е. — початок I ст.) фіском стала називатися приватна каса імператора, що знаходилася у веденні чиновників і поповнювалася доходами з імперських провінцій і іншими засобами, на противагу ерарію (aerarium) — сенатської скарбниці. Фіском називалося також і все імперське управління. З IV ст. фіск став єдиним загальнодержавним фінансовим центром Римської імперії, куди стікалися всі види доходів і зборів та звідки йшли вказівки про карбування монет, порядку збору податків, проводилися виплати тощо.